# Cesar Konin
Cesar Konin (光仁天皇 Konin-tenno, 18. november 709 – 11. januar 782) je 49. japonski cesar v skladu s tradicionalnim dednim nasledstvom. Konin je vladal med leti 770 in 781.

## Tradicionalna zgodba
Osebno ime (imina) cesarja Konina je bilo Širakabe (白壁). Kot sin cesarskega princa Šikija in vnuk cesarja Tendžija je bilo njegovo formalno poimenovanje princ Širakabe. Sprva ni bil v liniji za nasledstvo, saj je prestol držala linija cesarja Tenmuja.
Poročil se je s cesarsko princeso Ikami, hčerko cesarja Šomuja, s katero je imel sina. Po smrti svakinje, cesarice Šotoku, je bil imenovan za dediča. Visoki dvorjani so trdili, da je cesarica zapustila pismo, v katerem ga je imenovala za naslednika. Pred tem je veljal za nežnega človeka brez političnih ambicij.
Konin je imel pet žena in sedem cesarskim otrok.
Cesarja Konina tradicionalno častijo na njegovem grobu; cesarska hiša je določila Tahara no Higaši ni Misasagi (田原東陵) v Nari kot njegov mavzolej.

### Dogodki tekom Koninovega življenja
- 8. september 769 (Džingo-kej'un, 3. leto, 4. dan 8. meseca): v 5. letu svoje vladavine je cesarica Šotoku umrla; napisala naj bi pismo, v katerem je imenovala starejšega svetovalca princa Širakabeja za kronskega princa.[7]
- 28. avgust 770[8] (Džingo-kej'un, 4. leto, 4. dan 8. meseca): Natanko eno leto kasneje je nasledstvo (senso) pripadlo Koninu, ki je bil 62-letni vnuk cesarja Tendžija.[9]
- 23. oktober 770 (Džingo-kej'un, 4. leto, 1. dan 10. meseca): Cesar Konin naj bi zavladal (sokuj) po uradni ceremoniji v skladu z načrti aristokratov in ministrov, ki so ga želeli na prestolu. Ime ere nengo se spremeni na isti datum v Hoki[10]
- 781 (Ten'o, 1. leto, 4. mesec): cesar abdicira v korist sina Jamabeja, ki postane cesar Kanmu. Vladal je 11 let.
- 781 (Ten'o 1. leto, 12. mesec): Konin umre v starosti 73 let.[11]

### Obdobjanengov času Kokenovega vladanja
Leta cesarjevega vladanja sovpadajo z več imeni obdobij nengo.
- Obdobje Hoki (770-781)
- Obdobje Ten'o (781-782)

## Zapuščina
Konin je skušal obnoviti državne finance in upravno organizacijo, ki so postale skorumpirane pod vladavino cesarice Koken.

## Politični spori glede naslednika
Kmalu po ustoličenju leta 770 (Hoki, 1. leto) je povzdignil ženo, cesarsko princeso Ikami do cesarice in naslednje leto imenoval njenega sina, cesarskega princa Osabeja za kronskega princa. Kot vnuk cesarja Šomuja je bil Osabe potomec linije cesarja Tenmuja, ki pa na koncu ni dosegla prestola. Leta 772 so mu odvzeli ta naziv in ga podelili cesarskemu princu Jamabeju, potomcu druge ženske, ki postane cesar Kanmu.
Kronika Šoku Nihongi (続日本紀) pravi, da se je zamenjava zgodila tako: v tretjem mesecu 3. leta Hoki (772) je bila Ikami obtožena, da je preklela svojega moža, zato ji je cesar vzel naziv cesarice. V petem mesecu istega leta je njegov sin Osabe ostal brez nasledstva. V 4. letu Hoki (773) sta bila obtožena umora cesarske princese Nanive (Koninove sestre) s preklinjanjem. Te obtožbe so ju stale nazivov. Skupaj so ju zaprli v hišo v provinci Jamato, kjer sta po dveh letih na isti dan (27. dan 4. meseca 6. leta Hoki, 29. maja 775) umrla.
Leta 772 je princ Jamabe postal dedič. Njegova mama Takano no Niigasa je bila potomka korejskega kralja Muryeonga iz kraljestva Baekje. Ker njen klan ni imel politične moči, se njegovo imenovanje brez Osabejevega izgona verjetno ne bi moglo zgoditi, saj je bil najplemenitejši moški potomec cesarja Konina kot sin cesarske princese in cesarice.
Danes poudarjajo, da so bile obtožbe proti Ikami in Osadu zgolj spletka, da mu spodnesejo prestol, saj naj bi ju dal Fudživara no Momokava ubiti.
Pozna leta Koninove in zgodnja leta Kanmujeve vladavine so bila polna katastrof, ki so jih ljudje razumeli kot povračilo za vse plemenite žrtve političnih sporov, tudi glede Ikami in Osada. Leta 800 so med Kanmujevo vladavino princesi Ikami posmrtno vrnili naziv cesarice. Zgradili so tudi mnogo kapel in svetišč, kot je svetišče Kamigorjo (上御霊神社).

## Kugjo
Kugjo (公卿) je skupni izraz za peščico najbolj močnih moških, delujočih na dvoru japonskega cesarja v času pred obdobjem Meidži.
Večino časa so to elitno skupino sestavljali samo trije ali štirje možje naenkrat. Njihovo družinsko ozadje in izkušnje so jih pripeljale do vrha družbe. V času vladavine cesarja Konina so vrh organa Dajdžo-kan sestavljaliː
- Sadajdžin, Fudživara no Nagate (藤原永手) (714-771), 766-771; Fudživara no Uona (藤原魚名) (721-783), 781-782.
- Udajdžin, Onakatomi Kijomaro (大中臣清麿) (702-788), 771-781.
- Najdajdžin, Fudživara no Jošicugu (藤原良継) (716-777), 771-777; Fudživara no Uona (藤原魚名) (721-783), 778-781
- Dajnagon, Fun'ja no Oči (文室大市) (704-780), 771-777; Fudživara no Uona (藤原魚名) (721-783), 771-778
- Sangi, Fudživara no Momokava (藤原百川), 732-779.

## Družice in otroci
Cesarica (odstavljena leta 772): cesarska princesa Inoe (princesa Ikami) (井上内親王) (717-775), hči cesarja Šomuja
- Cesarski princ Osabe (他戸親王) (751-775), kronski princ (odstavljen leta 772)
- Cesarska princesa Sakahito (酒人内親王) (754-829), sajo v svetišču Ise med leti 772-775, kasneje poročena s cesarjem Kanmujem

Hi: Princesa Ovari (尾張女王), hči cesarskega princa Juhara (湯原親王) (sin princa Šikija)
- Cesarski princ Hieda (稗田親王) (751-781)

Bunin: Takano no Niigasa (高野新笠) (?-790), hči Jamato no Otocuguja (和史乙継)
- Cesarska princesa Noto (能登内親王) (733-781), poročena s princem Ičiharom (市原王)
- Cesarski princ Jamabe (山部親王) (cesar Kanmu) (737-806)
- Cesarski princ Savara (早良親王) (750-785), kronski princ (odstavljen leta 785)

Bunin: Fudživara no Soši (藤原曹子), hči Fudživara no Nagate (藤原永手)
Bunin: Ki no Mijako (紀宮子), hči Ki no Ineko (紀稲子)
Bunin: Fudživara no Nariko (藤原産子), hči Fudživara no Momokava (藤原百川)
Dvorna gospa: Agatanuši no Šimahime (県主嶋姫), hči Agatanuši no Emišija (県主毛人)
- Cesarska princesa Minuma (弥努摩内親王) (umrla 810), poročena s prince Mivo (神王)

Dvorna gospa (Njodžu): Agatajnukaj no Isamimi (Omimi) (県犬養勇耳/男耳)
- Hirone no Morokacu (広根諸勝), odstranjena iz cesarske družine, ko je prejela družinsko ime od cesarja (Šisej Koka 賜姓降下) leta 787